# 21. Oscar-gála
Az 21. Oscar-gálát, a Filmakadémia díjátadóját 1949. március 24-én tartották meg. Nehéz éve volt ez a Filmakadémiának és az Oscar-díjnak is, az Amerikai Egyesült Államok Legfelső Bírósága kimondta: tarthatatlan hogy a stúdiók felvásárolják a filmszínház-láncokat, kötelezte őket a mozik eladására.
A stúdiók válasza az volt, ha nem tagjai az akadémiának, nem is adnak pénzt az Oscar-gálákra. A díjátadót ezért az akadémiai színházban rendezték, ahová csak kilencszázan fértek be, szemben a Shrine Audotorium  6700 férőhelyével.
Laurence Olivier átvehette a legjobb férfi főszereplő díját a Hamletben nyújtott alakításáért, és az általa rendezett film emellett a legjobb film, jelmez és díszlet díját is megkapta.

## Kategóriák és jelöltek
Nyertesek félkövérrel jelölve.

### Legjobb film
- Hamlet – J. Arthur Rank-Two Cities Films, U-I (British) – Reginald Beck és Anthony Bushell
  - Johnny Belinda – Warner Bros. – Jerry Wald
  - Piros cipellők (The Red Shoes) – Rank-Archers, Eagle-Lion (British) – Michael Powell és Pressburger Imre
  - A Sierra Madre kincse (The Treasure of the Sierra Madre) – Warner Bros. – Henry Blanke
  - The Snake Pit – 20th Century-Fox – Anatole Litvak és Robert Bassler

### Legjobb színész
- Laurence Olivier – Hamlet
  - Lew Ayres          – Johnny Belinda
  - Montgomery Clift   – The Search
  - Dan Dailey         – When My Baby Smiles at Me
  - Clifton Webb       – Sitting Pretty

### Legjobb színésznő
- Jane Wyman – Johnny Belinda
  - Ingrid Bergman    – Szent Johanna (Joan of Arc)
  - Olivia de Havilland        – The Snake Pit
  - Irene Dunne     – I Remember Mama
  - Barbara Stanwyck      – Sorry, Wrong Number

### Legjobb férfi mellékszereplő
- Walter Huston – A Sierra Madre kincse (The Treasure of the Sierra Madre)
  - Charles Bickford – Johnny Belinda
  - José Ferrer – Szent Johanna (Joan of Arc)
  - Oscar Homolka – I Remember Mama
  - Cecil Kellaway – The Luck of the Irish

### Legjobb női mellékszereplő
- Claire Trevor – Key Largo
  - Barbara Bel Geddes – I Remember Mama
  - Ellen Corby – I Remember Mama
  - Agnes Moorehead – Johnny Belinda
  - Jean Simmons – Hamlet

### Legjobb rendező
- John Huston – A Sierra Madre kincse (The Treasure of the Sierra Madre)
  - Anatole Litvak – The Snake Pit
  - Jean Negulesco – Johnny Belinda
  - Laurence Olivier – Hamlet
  - Fred Zinnemann – The Search

### Legjobb eredeti történet
- The Search – Richard Schweizer, David Wechsler
  - Louisianai történet (Louisiana Story) – Robert J. Flaherty, Frances H. Flaherty
  - A meztelen város (The Naked City) – Malvin Wald
  - Vörös folyó (Red River) – Borden Chase
  - Piros cipellők (The Red Shoes) – Pressburger Imre (mint Emeric Pressburger)

### Legjobb eredeti forgatókönyv
- nem adták ki

### Legjobb adaptált forgatókönyv
- A Sierra Madre kincse (The Treasure of the Sierra Madre) – John Huston forgatókönyve B. Traven regénye alapján
  - Külügyi szívügyek (A Foreign Affair) – Charles Brackett, Billy Wilder, Richard L. Breen forgatókönyve David Shaw elbeszélése alapján
  - Johnny Belinda – Irmgard von Cube, Allen Vincent forgatókönyve Elmer Blaney Harris színműve alapján
  - The Search – Richard Schweizer, David Wechsler forgatókönyve a saját elbeszélésük alapján
  - The Snake Pit – Frank Partos, Millen Brand forgatókönyve Mary Jane Ward regénye alapján

### Legjobb operatőr
- William Daniels - A meztelen város (The Naked City) (ff)
  - Külügyi szívügyek (A Foreign Affair) – Charles Lang
  - I Remember Mama – Nicholas Musuraca
  - Johnny Belinda – Ted D. McCord
  - Portrait of Jennie – Joseph August
- Joseph Valentine, William V. Skall és Winton Hoch - Szent Johanna (Joan of Arc) (színes)
  - Green Grass of Wyoming – Charles G. Clarke
  - The Loves of Carmen – William Snyder
  - The Three Musketeers – Robert Planck

### Látványtervezés és díszlet
Fekete-fehér filmek
- Roger K. Furse, Carmen Dillon – Hamlet
  - Robert Haas, William O. Wallace – Johnny Belinda

Színes filmek
- Hein Heckroth, Arthur Lawson – Piros cipellők (The Red Shoes)
  - Richard Day, Edwin Casey Roberts, Joseph Kish – Szent Johanna (Joan of Arc)

### Legjobb vágás
- A meztelen város (The Naked City) – Paul Weatherwax
  - Szent Johanna (Joan of Arc) – Frank Sullivan
  - Johnny Belinda – David Weisbart
  - Vörös folyó (Red River) – Christian Nyby
  - Piros cipellők (The Red Shoes) – Reginald Mills

### Legjobb vizuális effektus
- Portrait of Jennie – Paul Eagler, J. McMillan Johnson, Russell Shearman és Clarence Slifer
  - Deep Waters – Ralph Hammeras, Fred Sersen és Edward Snyder

### Legjobb idegen nyelvű film (különdíj)
- Páli Szent Vince – Az irgalmasság szentje (Monsieur Vincent) (Franciaország) – E. D. I. C., Union Général Cinématographique – George de la Grandiere producer – Maurice Cloche rendező

### Legjobb eredeti filmzene

#### Filmzene drámai filmben vagy vígjátékban
- Piros cipellők (The Red Shoes) – Brian Easdale
  - Hamlet – William Walton
  - Szent Johanna (Joan of Arc) – Hugo Friedhofer
  - Johnny Belinda – Max Steiner
  - The Snake Pit – Alfred Newman

#### Filmzene musicalfilmben
- Húsvéti parádé (Easter Parade) – Johnny Green és Roger Edens
  - The Emperor Waltz – Victor Young
  - The Pirate – Lennie Hayton
  - Romance on the High Seas – Ray Heindorf
  - When My Baby Smiles at Me – Alfred Newman

## Statisztika

### Egynél több jelöléssel bíró filmek
- 12 : Johnny Belinda
- 7 : Hamlet, Szent Johanna (Joan of Arc)
- 6 : The Snake Pit
- 5 : I Remember Mama, Piros cipellők (The Red Shoes)
- 4 : The Search, A Sierra Madre kincse (The Treasure of the Sierra Madre)
- 3 : A meztelen város (The Naked City)
- 2 : The Emperor Waltz, Külügyi szívügyek (A Foreign Affair), Portrait of Jennie, Vörös folyó (Red River), Romance on the High Seas, When My Baby Smiles at Me

### Egynél több díjjal bíró filmek
- 4 : Hamlet
- 3 : A Sierra Madre kincse (The Treasure of the Sierra Madre)
- 2 : Szent Johanna (Joan of Arc), A meztelen város (The Naked City), Piros cipellők (The Red Shoes)